# Reine d'un jour (film, 1939)
Pour les articles homonymes, voir Reine d’un jour.
Pour plus de détails, voir Fiche technique et Distribution.
Reine d'un jour (Winter Carnival) est un film américain réalisé par Charles Reisner, sorti en 1939.

## Fiche technique
- Titre original : Winter Carnival
- Titre français : Reine d'un jour
- Réalisation : Charles Reisner
- Scénario : Lester Cole, Budd Schulberg et Maurice Rapf d'après Echoes That Old Refrain de Corey Ford (en)
- Direction artistique : Richard Irvine et Alexander Toluboff (en)
- Décors : Julia Heron
- Photographie : Merritt B. Gerstad
- Montage : Otho Lovering et Dorothy Spencer
- Musique : Werner Janssen
- Pays d'origine : États-Unis
- Format : Noir et blanc - 1,37:1
- Genre : comédie dramatique
- Durée : 105 minutes
- Date de sortie : 1939

## Distribution
- Ann Sheridan : Jill Baxter
- Richard Carlson : Professeur John Welden
- Helen Parrish : Ann Baxter
- James Corner : Mickey Allen
- Alan Baldwin : Don Reynolds
- Robert Armstrong : Tiger Reynolds
- Jimmy Butler (en) : Larry Grey
- Virginia Gilmore : Margie Stafford
- Joan Leslie : Betsy Phillips
- Marsha Hunt : Lucy Morgan
- Morton Lowry : Comte Olaf Von Lundborg
- Cecil Cunningham : Miss Ainsley
- Robert Allen : Rocky Morgan